# Chacella kerstitchi
Chacella kerstitchi, jedina vrsta raka deseteronožaca u rodu Chacella, isprva klasifiiciran rodu Dasycaris pod imenom Dasycaris kerstitchi. Rod je opisao A. Wicksten (1983) na primjerku jedne ženke uhvaćene kod obale San Carlosa blizu Guaymasa na Kalifornijskom zaljevu.
Rod Chacella pripada porodici Palaemonidae i potporodici Pontoniinae. Nakon što je Bruce 1990. opisao rod Chacella, njemu je pripisano kasnije još četiri vrste rakova za koje je kasnije stvoren novi rod Sandyella kojeg je 2009. opisao Marin.